# Carola Zirzow
Carola Zirzow (Prenzlau, 15 september 1954) is een Oost-Duitse kanovaarster.
Zirzow won tijdens de Olympische Zomerspelen 1976 de gouden medaille in de K1 500m ze won ook een bronzen medaille in de K2 500m samen met Bärbel Köster.
Zirzow werd drie keer wereldkampioen.

## Belangrijkste resultaten

### Olympische Zomerspelen
| Editie | Plaats   | Resultaten      |
| ------ | -------- | --------------- |
| 1976   | Montreal | K1 500m K2 500m |

### Wereldkampioenschappen vlakwater
| Jaar | Plaats      | Resultaten        |
| ---- | ----------- | ----------------- |
| 1974 | Mexico-Stad | K4 500m           |
| 1975 | Beograd     | K2 500m · K4 500m |

1948: Karen Hoff ·
1952: Sylvi Saimo ·
1956: Jelizaveta Dementjeva ·
1960: Antonina Seredina ·
1964: Ljoedmila Pinajeva-Chvedosjoek ·
1968: Ljoedmila Pinajeva-Chvedosjoek ·
1972: Joelia Rjabtsjinskaja ·
1976: Carola Zirzow ·
1980: Birgit Fischer ·
1984: Agneta Andersson ·
1988: Vanja Gesjeva ·
1992: Birgit Schmidt-Fischer ·
1996: Rita Kőbán ·
2000: Josefa Idem-Guerrini ·
2004: Natasa Janics ·
2008: Inna Osipenko-Radomska ·
2012: Danuta Kozák ·
2016: Danuta Kozák ·
2020: Lisa Carrington ·
2024: Lisa Carrington